# Takamovsky
Takamovsky ist das musikalische Solo-Projekt von Juergen Berlakovich.

## Geschichte
Takamovsky wurde 2012 gegründet und hat seither zwei CDs und eine DVD veröffentlicht. Takamovsky kombiniert sprachbasierte elektronische Soundscapes mit klassischer Gitarre und Bass. Stilistisch bewegen sich die Kompositionen zwischen Ambient und experimenteller Elektronik.  

## Diskografie
- Takamovsky: Sonic Counterpoint (Etymtone / CD / 2016)[2]

- Mueller/Roedelius: The Vienna Remixes. Mit Hans-Joachim Roedelius, Christoph H. Müller, Peter Kruder, Ken Hayakawa & Takamovsky. (Groenland / 2015)[3]

- Takamovsky & Luma.Launisch: See Aural Woods (DVD / 2015)

- Takamovsky: In Streams (Etymtone / CD / 2013)